# Progresión armónica (matemática)
En las progresiones aritmética y geométrica hay variación entre dos términos consecutivos pero en el caso de una progresión armónica se vinculan tres términos.

## Definición
Dados tres números m, n, p se dice  que están en razón armónica si {\displaystyle {\frac {m}{p}}={\frac {m-n}{n-p}}}.
Una sucesión de números forman una progresión armónica si cada colección de tres términos consecutivos forman una razón armónica.

## Ejemplos
- 1/3, 1/6, 1/9, 1/12, 1/15, 1/18,...

- Uno de los casos más interesantes es la sucesión armónica cuyos términos son 1, 1/2, 1/3, 1/4, ..., 1/n,... donde n es un entero positivo.

la serie {\displaystyle 1+{\frac {1}{2}}+{\frac {1}{3}}+...+{\frac {1}{n}}} es divergente cuando n tiene a infinito, aunque
el término general 1/n tiende a 0, cuando n tiende a infinito.

## Proposición
Los inversos multiplicativos de los términos que están en progresión aritmética forman una progresión armónica.

### Prueba
Se tiene {\displaystyle {\frac {m}{p}}={\frac {m-n}{n-p}}}
de donde {\displaystyle m(n-p)=p(m-n)}
dividiendo cada término por mnp
{\displaystyle {\frac {1}{p}}-{\frac {1}{n}}={\frac {1}{n}}-{\frac {1}{m}}} lo que demuestra la proposición.

## Media armónica
Sean m y n dos números y H su media armónica, por lo demostrado (donde "m" es el número mayor y ·"n"· el número menor):
{\displaystyle {\frac {1}{H}}-{\frac {1}{m}}={\frac {1}{n}}-{\frac {1}{H}}}
O sea
{\displaystyle {\frac {2}{H}}={\frac {1}{m}}+{\frac {1}{n}}}
Finalmente
{\displaystyle H={\frac {2mn}{m+n}}}
Propiedad
Si A, G, H son las medias aritmética, geométrica y armónica entonces la media geométrica es media proporcional entre la media aritmética y armónica.
Esto es {\displaystyle ::A:G::G:H} o bien {\displaystyle {\frac {A}{G}}={\frac {G}{H}}}
La media armónica de m y n es {\displaystyle H={\frac {2mn}{m+n}}}, que se puede escribir 
{\displaystyle H={\frac {mn}{\frac {m+n}{2}}}}, o de otra manera {\displaystyle H={\frac {({\sqrt {mn}})^{2}}{\frac {m+n}{2}}}} (α)
De otro lado {\displaystyle G={\sqrt {mn}}} y  {\displaystyle A={\frac {m+n}{2}}} en (α) se tiene
{\displaystyle H={\frac {G^{2}}{A}}} , de donde se obtiene {\displaystyle A\cdot H=G^{2}}, con lo que se prueba la relación